# العلاقات السنغالية البلجيكية
العلاقات السنغالية البلجيكية هي العلاقات الثنائية التي تجمع بين السنغال وبلجيكا.

## مقارنة بين البلدين
هذه مقارنة عامة ومرجعية للدولتين:
| وجه المقارنة                                              | السنغال                                              | بلجيكا                                                                              |
| --------------------------------------------------------- | ---------------------------------------------------- | ----------------------------------------------------------------------------------- |
| المساحة (كم2)                                             | 196.72 ألف                                           | 30.53 ألف                                                                           |
| عدد السكان (نسمة)                                         | 15.85 مليون                                          | 11.37 مليون                                                                         |
| الكثافة السكانية (ن./كم²)                                 | 80.57                                                | 372.42                                                                              |
| العاصمة                                                   | داكار                                                | بروكسل                                                                              |
| اللغة الرسمية                                             | لغة فرنسية، اللغة الولوفية، باديارا ‏، اللغة البلنتية | اللغة الهولندية، لغة فرنسية، اللغة الألمانية                                        |
| العملة                                                    | فرنك غرب أفريقي                                      | يورو، فرنك بلجيكي                                                                   |
| الناتج المحلي الإجمالي (بليون دولار)                      | 16.37 مليار                                          | 492.68 مليار                                                                        |
| الناتج المحلي الإجمالي (تعادل القوة الشرائية) بليون دولار | 36.62 مليار                                          | 514.74 مليار                                                                        |
| الناتج المحلي الإجمالي الاسمي للفرد دولار أمريكي          | 899                                                  | 40.32 ألف                                                                           |
| الناتج المحلي الإجمالي للفرد دولار أمريكي                 | 2.33 ألف                                             | 43.44 ألف                                                                           |
| مؤشر التنمية البشرية                                      | 0.466                                                | 0.890                                                                               |
| رمز المكالمات الدولي                                      | +221                                                 | +32                                                                                 |
| رمز الإنترنت                                              | .sn                                                  | .be                                                                                 |
| المنطقة الزمنية                                           | 00                                                   | توقيت وسط أوروبا، ت ع م+01:00، ت ع م+02:00، توقيت وسط أوروبا الصيفي، أوروبا/بروكسل ‏ |

## منظمات دولية مشتركة
يشترك البلدان في عضوية مجموعة من المنظمات الدولية، منها:
| علم المنظمة | اسم المنظمة                               | تاريخ انضمام السنغال | تاريخ انضمام بلجيكا |
| ----------- | ----------------------------------------- | -------------------- | ------------------- |
|             | الاتحاد البريدي العالمي                   | ?                    | ?                   |
|             | مؤسسة التنمية الدولية                     | 31 أغسطس 1962        | 2 يوليو 1964        |
|             | منظمة حظر الأسلحة الكيميائية              | ?                    | ?                   |
|             | منظمة التجارة العالمية                    | ?                    | ?                   |
|             | الأمم المتحدة                             | 28 سبتمبر 1960       | 27 ديسمبر 1945      |
|             | وكالة ضمان الاستثمار متعدد الأطراف        | 12 أبريل 1988        | 18 سبتمبر 1992      |
|             | منظمة الشرطة الجنائية الدولية             | ?                    | ?                   |
|             | مؤسسة التمويل الدولية                     | 31 أغسطس 1962        | 27 ديسمبر 1956      |
|             | الاتحاد الدولي للاتصالات                  | 15 نوفمبر 1960       | 1866                |
|             | البنك الدولي للإنشاء والتعمير             | 31 أغسطس 1962        | 27 ديسمبر 1945      |
|             | البنك الإفريقي للتنمية                    | ?                    | ?                   |
|             | الفريق المعني برصد الأرض                  | ?                    | ?                   |
|             | المركز الدولي لتسوية المنازعات الاستشارية | 21 مايو 1967         | 26 سبتمبر 1970      |
|             | يونسكو                                    | 10 نوفمبر 1960       | 29 نوفمبر 1946      |

## أعلام
هذه قائمة لبعض الشخصيات التي تربطها علاقات بالبلدين:
- إبراهيما ثيام (لاعب كرة قدم سنغالي، 20 أغسطس 1981 – )
- روز برترام (عارضة بلجيكية، 26 أكتوبر 1994 – )
- عمر ديوك (لاعب كرة قدم بلجيكي، 9 نوفمبر 1994[21] – )
- مايكي نجومبو (لاعب كرة قدم بلجيكي، 31 مارس 1995[22] – )
- نافيساتو تيام (لاعبة ألعاب قوى بلجيكية، 19 أغسطس 1994 – )

## وصلات خارجية
- موقع وزارة الخارجية السنغالية
- موقع وزارة الخارجية البلجيكية